# كنت (كامبريدجشير)
كنت (بالإنجليزية: Kennett, Cambridgeshire)‏ هي قرية و أبرشية مدنية تقع في المملكة المتحدة في إنجلترا. يقدر عدد سكانها بـ 353 نسمة .